# Zone naturelle protégée de la Colline-Hovey
La zone naturelle protégée de la Colline-Hovey (anglais : Hovey Hill Protected Natural Area) est une réserve naturelle située dans le comté de Carleton au Nouveau-Brunswick. Cette réserve de 40 ha protège une forêt composée d'érable à sucre, de hêtre à grandes feuilles, de frêne blanc et de noyer cendré. Elle est aussi nommée forêt Hal-Hinds, en l'honneur d'un professeur de biologie de l'Université du Nouveau-Brunswick.